# Escheburg
Escheburg er en kommune og administrationsby i det nordlige Tyskland, beliggende i Amt Hohe Elbgeest under Kreis Herzogtum Lauenburg. Kreis Herzogtum Lauenburg ligger i delstaten Slesvig-Holsten.

## Geografi
Escheburg ligger ved den sydøstlige grænse til Hamburg. Selve byen ligger ca. tre kilometer øst for delstatsgrænsen og ca. fire kilometer vest for Geesthacht. Escheburg ligger i Metropolregion Hamburg, i et landskabeligt attraktivt område mellem Sachsenwald mod nord, og Elben mod syd.
Ud over Escheburg ligger i kommunen landsbyen Vossmoor, omkring tre kilometer mod syd. Motorvejen A25 slutter i den sydøstlige ende af kommunen og fortsætter som hovedvejene B5 og B404.